# جيم ستيرلينغ
جيم ستيرلينغ (بالإنجليزية: Jim Sterling)‏ هو يوتيوبي بريطاني، ولد في 1984 في لندن في المملكة المتحدة.

## وصلات خارجية
- جيم ستيرلينغ على موقع IMDb (الإنجليزية)
- جيم ستيرلينغ على موقع ميوزك برينز (الإنجليزية)